# Kami (piosenkarka)
Kami, właściwie Kamila Abrahamowicz-Szlempo (ur. 29 maja 1984 w Prudniku) – polska wokalistka, skrzypaczka i dyrygentka, doktor sztuki, absolwentka Akademii Muzycznej w Bydgoszczy o specjalnościach: wokalistyka jazzowa, dyrygentura jazzowa, dyrygentura klasyczna i skrzypce klasyczne, a także wykładowczyni tejże uczelni. Ukończyła również skrzypce klasyczne w Państwowej Szkole Muzycznej II st.  Nysie.

## Życiorys
Urodziła się 29 maja 1984 roku w Prudniku, gdzie też uczęszczała do podstawowej szkoły muzycznej. Następnie uczęszczała do Szkoły Muzycznej II st. im Witolda Lutosławskiego w Nysie, gdzie poznała swojego męża Michała Szlempo. W 2009 została absolwentką klasy skrzypiec Akademii Muzycznej im. Feliksa Nowowiejskiego w Bydgoszczy, zaś w 2011 absolwentką klasy wokalistyki jazzowej tejże uczelni.
2 kwietnia 2015 wydała swoją pierwszą płytę Wherever You Go. W 2018 uczestniczyła w nagrywaniu utworu „Sen o parasolach” z płyty Symetria zespołu B.O.K.

## Wybrane nagrody i osiągnięcia
- II nagroda Piątych Międzynarodowych „Zmagań Jazzowych” w Szczecinie (2006)[9]
- I nagroda wraz z zespołem Acoustic Quartet podczas II Europejskich Integracji Muzycznych w Żyrardowie (2006)

## Dyskografia
- Wherever You Go (2 kwietnia 2015)
- Złudzenie (singiel; 25 maja 2015)[10]
- Mimo Wszystko (singiel; 14 września 2015)[11]